# Rondo ONZ metróállomás
A Rondo ONZ egy metróállomás Varsóban a varsói M2-es metró vonalán.

## Szomszédos állomások
A metróállomáshoz az alábbi állomások vannak a legközelebb:
- Rondo Daszyńskiego (Bemowo metro station, M2-es metróvonal)

## Képgaléria

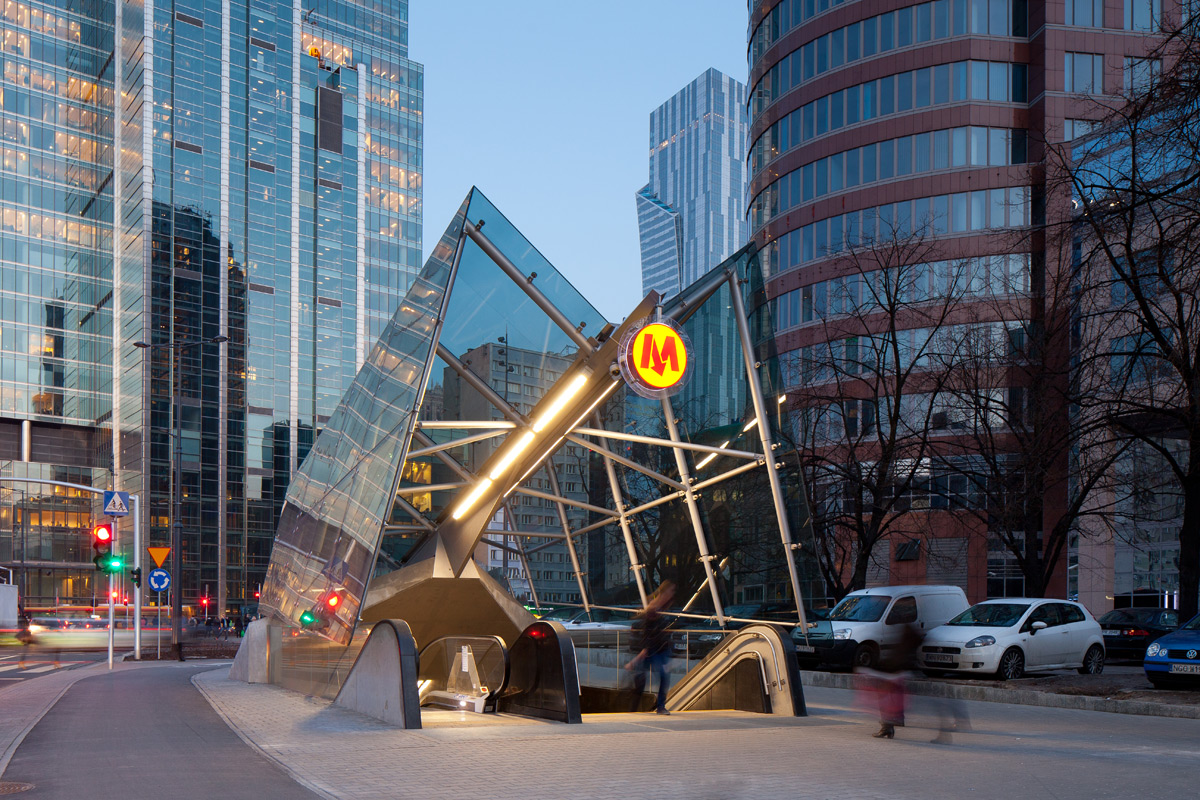
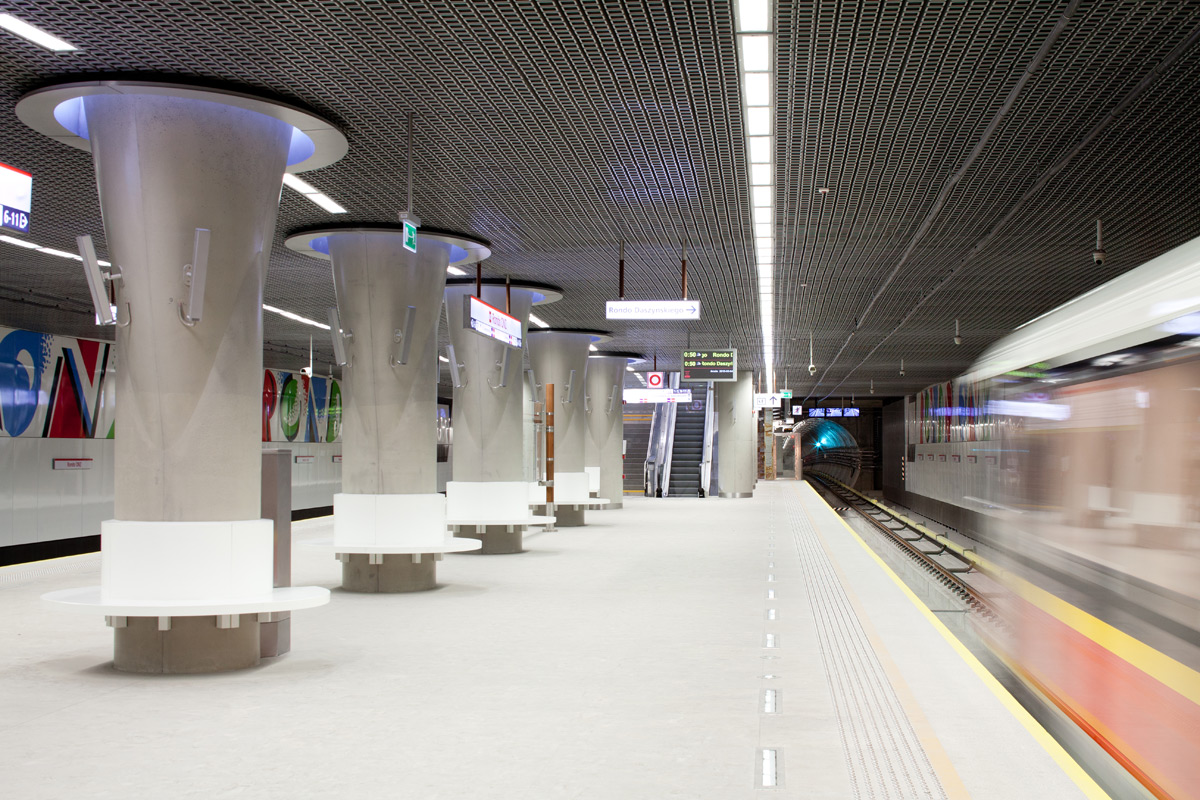
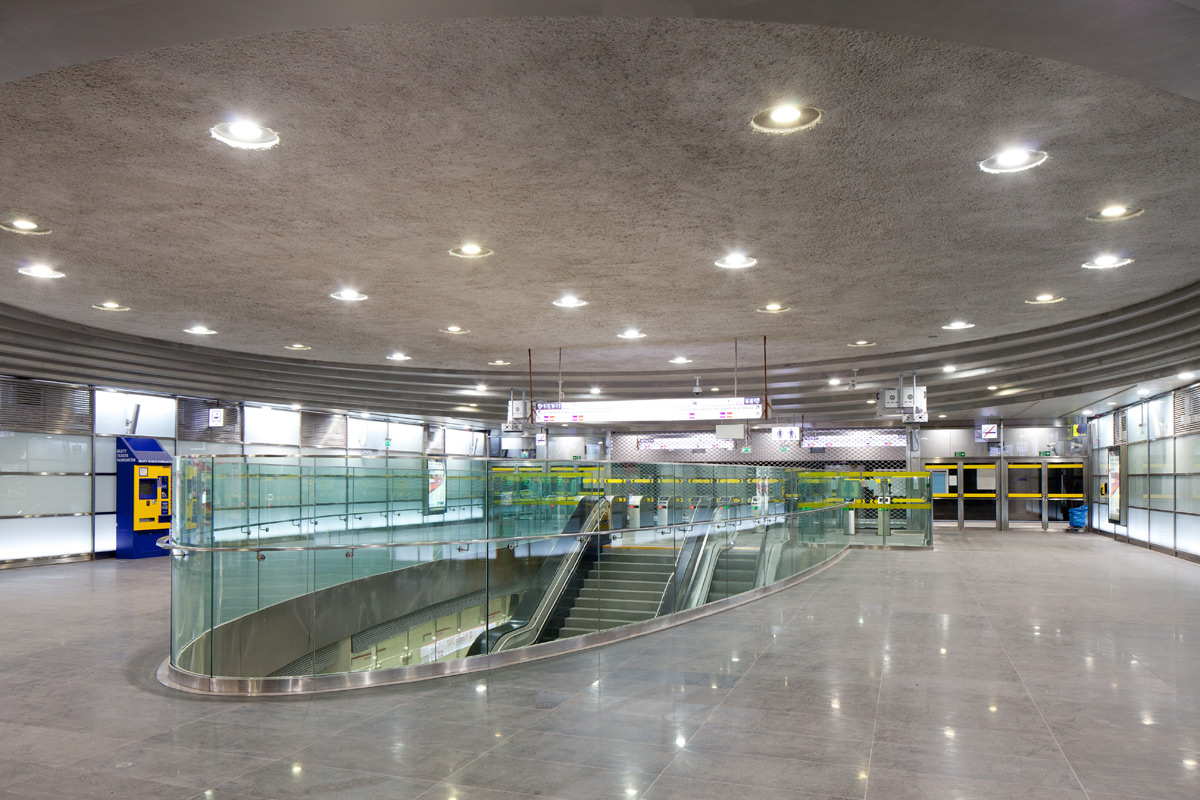

## Átszállási kapcsolatok
| M2 (Rondo Daszyńskiego ↔ Dworzec Wileński) |                                                  |                         |
| Állomás                                    | Átszállási kapcsolatok                           | Fontosabb létesítmények |
| Rondo ONZ                                  | 109, 160, 174, 178, 227, 504, 518 10, 17, 33, 41 |                         |